# Microlophus theresioides
Microlophus theresioides (Corredor de Pica) es una especie de lagarto endémico de Chile.